# Věstín
Věstín (in tedesco Groß Wiestin) è un comune ceco situato nel distretto di Žďár nad Sázavou, nella regione di Vysočina.